# Leslie (Michigan)
Leslie is een plaats (city) in de Amerikaanse staat Michigan, en valt bestuurlijk gezien onder Ingham County.

## Demografie
Bij de volkstelling in 2000 werd het aantal inwoners vastgesteld op 2044.
In 2006 is het aantal inwoners door het United States Census Bureau geschat op 2285, een stijging van 241 (11,8%).

## Geografie
Volgens het United States Census Bureau beslaat de plaats een oppervlakte van
3,4 km², geheel bestaande uit land. Leslie ligt op ongeveer 310 m boven zeeniveau.

## Plaatsen in de nabije omgeving
De onderstaande figuur toont nabijgelegen plaatsen in een straal van 24 km rond Leslie.

## Geboren
- Voltairine de Cleyre (1866-1912), anarchiste en feministe